# Trisectoarea lui Maclaurin

Trisectoarea lui Maclaurin ca loc geometric al intersecției a două drepte care se rotesc

În geometria algebrică trisectoarea lui Maclaurin este o curbă plană cubică notabilă pentru proprietatea sa de a diviza în trei, ceea ce înseamnă că poate fi folosită pentru trisecțiunea unui unghi. Poate fi definită ca locul geometric al punctului de intersecție a două drepte⁠(d), fiecare rotindu-se cu o viteză unghiulară uniformă în jurul punctelor lor fixe, separate, astfel încât raportul vitezelor de rotație să fie 1:3 iar dreptele coincid inițial cu dreapta care trece prin cele două puncte. O generalizare a acestei construcții se numește curbă divizoare a lui Maclaurin. Curba poartă numele lui Colin Maclaurin care a studiat curba în 1742.

## Ecuații
Fie două drepte care se rotesc în jurul punctelor {\displaystyle P=(0,0)} și {\displaystyle P_{1}=(a,0)} astfel încât, atunci când dreapta care se rotește în jurul punctului său fix {\displaystyle P} formează cu axa Ox unghiul {\displaystyle \theta }, iar dreapta care se rotește în jurul punctului său fix {\displaystyle P_{1}} formează cu axa Ox unghiul {\displaystyle 3\theta }. Dacă Q este punctul de intersecție al dreptelor, atunci unghiul format de drepte în Q este {\displaystyle 2\theta }. Din teorema sinusurilor,
{\displaystyle {r \over \sin 3\theta }={a \over \sin 2\theta }}
rezultă ecuația în coordonate polare, care este (fără ca axele să fie translate sau rotite)
{\displaystyle r=a{\frac {\sin 3\theta }{\sin 2\theta }}={a \over 2}{\frac {4\cos ^{2}\theta -1}{\cos \theta }}={a \over 2}(4\cos \theta -\sec \theta )}.
Prin urmare, curba este un membru al familiei de concoide ale lui de Sluze.
În coordonate carteziene ecuația acestei curbe este
{\displaystyle 2x(x^{2}+y^{2})=a(3x^{2}-y^{2})}.
Dacă originea este mutată în (a, 0), atunci un raționament similar cu cel de mai sus arată că ecuația curbei în coordonate polare devine
{\displaystyle r=2a\cos {\theta  \over 3},}
fiind un exemplu de „melc” cu o buclă.

## Proprietatea de a fi o trisectoare

Trisectoarea lui Maclaurin demonstrând proprietatea de a trisecta unghiurile

Din punctul {\displaystyle (a,0)} se trasează o dreaptă care formează cu axa Ox unghiul  {\displaystyle \phi }. Din origine se trasează o dreaptă prin punctul unde dreapta precedentă intersectează curba. Atunci, prin construcția curbei, unghiul dintre a doua dreaptă și axa Ox este {\displaystyle \phi /3}.

## Puncte și caracteristici notabile
Curba are o intersecție cu axa Ox în {\displaystyle 3a \over 2} și un punct dublu în origine. Dreapta verticală {\displaystyle x={-{a \over 2}}} este o asimptotă. Curba intersectează dreapta x = a sau punctul corespunzător trisecțiunii unui unghi drept, în {\displaystyle (a,{\pm {1 \over {\sqrt {3}}}a})}. Ca o cubică nodală, este de genul zero.

## Relația cu alte curbe
Trisectoarea lui Maclaurin poate fi definită cu ajutorul conicelor în trei moduri. 
- Este inversa față de cercul unitate al hiperbolei

{\displaystyle 2x=a(3x^{2}-y^{2})}.
- Este cisoida cercului

{\displaystyle (x+a)^{2}+y^{2}=a^{2}}
și a dreptei {\displaystyle x={a \over 2}} față de origine.
- Este podara față de origine a parabolei[3][4]

{\displaystyle y^{2}=2a(x-{\tfrac {3}{2}}a)}.
În plus:
- Inversa față de punctul {\displaystyle (a,0)} este melcul lui Pascal.
- Este legată de foliul lui Descartes printr-o transformare afină⁠(d).